# Дюймовочка (мультфильм, 1994)
«Дюймо́вочка» (англ. Thumbelina) — мультфильм, снятый по одноимённой сказке Ханса Кристиана Андерсена студией Don Bluth Entertainment и выпущенный в прокат в США в 1994 году компанией Warner Bros. Мировая премьера состоялась 30 марта 1994 года.
Фильм потерпел кассовый провал, собрав в прокате США 11 373 501 долларов при бюджете фильма в 28 млн долларов.

## Сюжет
Женщине, которая не имела детей, добрая Фея дарит семя цветка. Из бутона цветка появляется крошечная девушка, названная из-за маленького роста Дюймовочкой. Цветочное дитя водит дружбу с обитателями скотного двора и от природы очень хорошо поёт. Встретившись с прекрасным маленьким крылатым эльфом Корнелиусом, Дюймовочка влюбляется, причём взаимно. После этой встречи он улетает, пообещав вернуться утром вместе с родителями — королём и королевой эльфов.
Тем временем, в Дюймовочку влюбляется и Грандель, один из сыновей жабы, и намеревается жениться на ней. Его мать похищает девушку из дома, чтобы сделать из Дюймовочки звезду эстрады. Сбежать из плена жаб девушке помогает стриж Жакомо. Он обещает ей найти королевство эльфов, а проводить до дома отправляет детей-букашек. Однако по дороге её спутников распугивает жук Беркли — трикстероподобный исполнитель популярной музыки. Он приводит Дюймовочку на бал жуков, где играет вместе со своей группой, но быстро спроваживает её, когда она подвергается оскорблениям насекомых из-за отсутствия крыльев и усов.
С наступлением холодов Дюймовочка укрывается в башмаке. Принц Корнелиус, узнавший о пропаже Дюймовочки и отправившийся на её поиски, попадает в метель, падает в озеро и вмерзает в лёд. Его находят Грандель, также намеренный найти сбежавшую невесту, и жук Беркли, которого первый предварительно лишает крыльев и силой заставляет подсобить ему.
Замёрзшую Дюймовочку находит и решает приютить зрелая полевая мышь. Когда девушка приходит в себя, она узнаёт от мыши весть о смерти принца (очевидно, переданную ей Беркли, который с довольным видом подслушивает диалог) и впадает в отчаяние. В попытках утешить мышь знакомит подопечную со своим соседом — сребролюбивым господином Кротом. Он очарован Дюймовочкой и уговаривает мышь помочь с организацией их свадьбы. Также Крот показывает им Жакомо, повредившего крыло и упавшего в его нору. Дюймовочка ухаживает за другом-стрижом, который, поправившись, отправляется в страну эльфов.
На свадебной церемонии Дюймовочка отказывает Кроту, но в это время на несостоявшийся праздник прибывают Грандель и Беркли. Девушка спасается бегством от трёх незадачливых женихов. Корнелиус, которого оживили дети-букашки — друзья Дюймовочки, также прибывает на место церемонии и вызывает Гранделя на бой. Во время схватки они оба падают в пропасть, а Дюймовочка взбирается на гору из сокровищ Крота, ведущую на поверхность. Та обрушивается лавиной на гостей свадьбы, заставляя их спасаться бегством.
Дюймовочку находит Жакомо, и они оба обнаруживают, что весна ещё не наступила. Стриж просит девушку петь, и та неохотно делает это, заставляя тем самым таять снег и расцветать все растения. С ней воссоединяется принц Корнелиус. Согласившись на предложение руки и сердца любимого, Дюймовочка обретает эльфийские крылья. Они женятся и, по заверению Жакомо, живут вместе долго и счастливо.
Финальные титры в графическом виде описывают судьбу остальных персонажей, сложившейся довольно благополучно: Беркли отращивает новые крылья и продолжает музыкальную карьеру, Грандель, отделавшийся после падения лишь травмой конечности, встречает новую возлюбленную среди жаб, а господин Крот женится на полевой мыши.

## В ролях
| Актёр            | Роль                       |
| ---------------- | -------------------------- |
| Джоди Бенсон     | Дюймовочка                 |
| Гари Имхофф      | принц Корнелиус            |
| Джо Линч         | жаба Грандель              |
| Джино Конфорти   | стриж Жакомо               |
| Джон Херт        | Крот                       |
| Джун Форей       | мать Корнелиуса Табита     |
| Гилберт Готтфрид | жук Беркли                 |
| Кеннет Марс      | отец Корнелиуса Кольбер    |
| Манн Дэнни       | младший брат Гранделя Моно |

## Критика
Рейтинг фильма на портале Rotten Tomatoes составил 38 % на основе 13 рецензий, со средним баллом 5,2 из 10.
Джеймс Берардинелли из ReelViews дал фильму 3 из 4 и написал: «„Дюймовочка“ близка, но не дотягивает до уровня „Русалочки“ — самой слабой из последних записей Диснея». Роджер Эберт дал фильму две звезды из четырёх, завершив свою рецензию: «Трудно представить, чтобы кто-то старше 12 лет нашёл что-то стоящее в „Дюймовочке“».
Фильм получил премию «Золотая малина» в категории «Худшая оригинальная песня» за композицию «Marry the Mole», спетой Кэрол Ченнинг.
Сообщается, что фильм получил более высокие баллы во время тестовых показов, где Warner Bros. заменили свой логотип на логотип Walt Disney Pictures.